# Fieseler Fi 167
«Фізелер» Fi 167 (нім. Fieseler Fi 167) — німецький двомісний торпедоносець-бомбардувальник або розвідник, що розглядався як літак корабельного базування на авіаносці типу «Граф Цеппелін».

## Історія
На початку 1937 року Імперське міністерство авіації видало специфікацію на розроблення палубного бомбардувальника-торпедоносця для експлуатації з першого авіаносця Німеччини, «Граф Цеппелін», будівництво якого розпочалося наприкінці 1936 року. Специфікація була видана двом виробники літаків, Fieseler і Arado, де вимагалося побудувати суцільнометалевий біплан з максимальною швидкістю щонайменше 300 км/год, дальністю польоту щонайменше 1000 км і здатного як торпедувати, так і бомбардувати з пікірування. До середини 1938 року дизайн Fieseler виявився кращим за дослідний зразок Arado, Ar 195.
Літак значно перевищував усі вимоги, мав відмінні можливості керування та міг нести приблизно вдвічі більше необхідного озброєння. Як і більш відомий Fieseler Fi 156 Storch компанії, Fi 167 мав дивовижні повільні можливості; за правильних умов літак міг би приземлитися майже вертикально на рухомий авіаносець. Під час випробувального польоту Герхард Фізелер сам дозволив літаку опуститися з 3050 до 30 метрів, залишаючись практично над однією точкою на полігоні.
Для аварійної посадки в море Fi 167 міг би скинути шасі, а герметичні відсіки в нижньому крилі допомагали літаку залишатися на воді принаймні достатньо довго, щоб екіпаж з двох осіб мав час евакуюватися.
Було створено два прототипи (Fi 167 V1 і V2), а потім дванадцять передсерійних моделей (Fi 167 A-0), які мали лише незначні модифікації прототипів.

### Експлуатація
Оскільки не очікувалося, що «Граф Цеппелін» буде завершено до кінця 1940 року, будівництво Fi 167 мало невеликий пріоритет. Коли будівництво авіаносця було припинено в 1940 році, завершення подальших літаків також було зупинено, а зразки, що вже були випущено, були прийняті на службу Люфтваффе в 167-му дослідно-випробувальну групу, з дев'ятьма Fi 16.
Коли будівництво «Граф Цеппелін» було відновлено в 1942 році, на роль бомбардувальника-розвідника було вирішено взяти Ju 87C, вважаючи що торпедоносці більше не були потрібні. Fi 167 повернулися до Німеччини в середині 1943 року. Після цього їх продали до Хорватії.
Здібності Fi 167 до приземлення на короткій відстані та вантажопідйомності зробили його ідеальним для транспортування боєприпасів та інших припасів до обложених гарнізонів хорватської армії в період між їх прибуттям у вересні 1944 року і до кінця війни.
10 жовтня 1944 року, під час однієї з таких місій, біля Сисака, Fi 167 ВПС Незалежної Держави Хорватія був атакований п'ятьма британськими Mustang Mk III. Хорватського пілота було поранено в голову, а літак загорівся, але бортовий стрілець, перш ніж вистрибнути з парашутом, збив один із «Мустангів». Британські записи стверджують, що їх літак був підбитий під час бою та розбився внаслідок аварійної посадки, можливо, це була одна з останніх «загибелей» біплана у війні.

## Країни-оператори
Третій Рейх
- Люфтваффе

 Хорватія
- Повітряні сили Незалежної Держави Хорватія

## Літаки, схожі за призначенням, ТТХ та епохою застосування
| - Fairey Swordfish - Blackburn Baffin - Blackburn Ripon - Blackburn Dart - Sopwith Cuckoo - Arado Ar 195 | - Douglas XT3D - Mitsubishi B2M - Kugisho B3Y - Yokosuka B4Y |